# Gabriele Hinzmann
Gabriele Hinzmann (născută Trepscheck; n. 31 mai 1947, Schwerin, Germania) este o atletă ce a reprezentat Republica Democrată Germană, medaliată olimpică. A participat la 2 ediții ale Jocurilor Olimpice (1972, 1976) în care a câștigat o medalie de bronz în proba aruncarea discului.

## Palmares
| An   | Competiție                   | Locație                   | Loc | Note    |
| ---- | ---------------------------- | ------------------------- | --- | ------- |
| 1964 | Jocurile Europene de Juniori | Varșovia, Polonia         | 1   | 45,71 m |
| 1969 | Campionatul European         | Atena, Grecia             | 7   | 52,32 m |
| 1972 | Jocurile Olimpice            | München, Germania de Vest | 6   | 61,72 m |
| 1973 | Cupa Europei                 | Edinburgh, Marea Britanie | 3   | 63,76 m |
| 1974 | Campionatul European         | Roma, Italia              | 3   | 62,50 m |
| 1975 | Cupa Europei                 | Nisa, Franța              | 2   | 64,72 m |
| 1976 | Jocurile Olimpice            | Montréal, Canada          | 3   | 66,84 m |